# Liste des conseillers régionaux de Meurthe-et-Moselle
Les conseillers régionaux de la Meurthe-et-Moselle sont des conseillers qui sont élus dans le cadre des élections régionales pour siéger au Conseil régional du Grand Est depuis 2015, et de 1973 à 2015 au Conseil régional de Lorraine. Leur nombre et le mode scrutin est fixé par le code électoral, la Meurthe-et-Moselle compte 20 conseillers régionaux au niveau du département sur les 169 élus.

## Liste par mandature

### 2021-2028
- Groupe LR-UDI-LC-MR-MoDem diss.-URL-LMR (10 élus)
  - Valérie Debord, François Werner, Véronique Guillotin, Henry Lemoine, Anne Lassus, Jean-François Husson, Sandrine Gérard, Fabrice Chartreux, Dominique Renaud, Bruno Minutiello

Luc Barbier
- Groupe EÉLV-PS-PCF-CÉ-GÉ-MdP-ND (5 élus)
  - Bertrand Masson, Géraldine Krin, Bora Yilmaz, Marie-Claire Donnen, Hervé Tillard

- Groupe RN-CNIP-DR-LDP-PL-LAF (4 élus)
  - Philippe Morenvillier, Muriel Di Rezze, Grégoire Eury, Patricia Melet

- Groupe LREM-TdP-MoDem-Agir-LR diss. (1 élu)
  - Christophe Choserot

### 2004-2010
Liste des conseillers régionaux  du département de Meurthe-et-Moselle pour la Lorraine entre 2004 et 2010.
| Conseiller régional        | Groupe                  |
| Claudine Barthelemy        | Groupe Socialiste       |
| Bezaz Daouia               | Groupe Socialiste       |
| Laurence Demonet           | Groupe Socialiste       |
| Christian Eckert           | Groupe Socialiste       |
| Claude Gaillard            | Groupe Pour La Lorraine |
| Jean-Francois Grandbastien | Groupe Socialiste       |
| Claudine Guidat            | Groupe Pour La Lorraine |
| François Guillaume         | Groupe Pour La Lorraine |
| Pascal Jacquemin           | Groupe Socialiste       |
| Jean-Yves Le Déaut         | Groupe Socialiste       |
| René Mangin                | Groupe Socialiste       |
| Nadine Morano              | Groupe Pour La Lorraine |
| Rachel Thomas              | Groupe Socialiste       |
| Julien Vaillant            | Groupe Socialiste       |
| Annie Villa                | Groupe Socialiste       |